# Los Arrayanes
Los Arrayanes es una localidad uruguaya del departamento de Río Negro.

## Resumen y generalidades
El balneario Los Arrayanes tiene sus orígenes como pueblo de pescadores. Está ubicado en la margen norte del río Negro, frente a la ciudad de Mercedes (Soriano).
El balneario tiene zonas de baño y un camping con comodidades.

## Población
Según el censo del año 2011 la localidad contaba con una población de 248 habitantes.
| 54            | 98 | 132 | 171 | 221 | 248 |
| (Fuente: INE) |    |     |     |     |     |